# Convoi Dervish

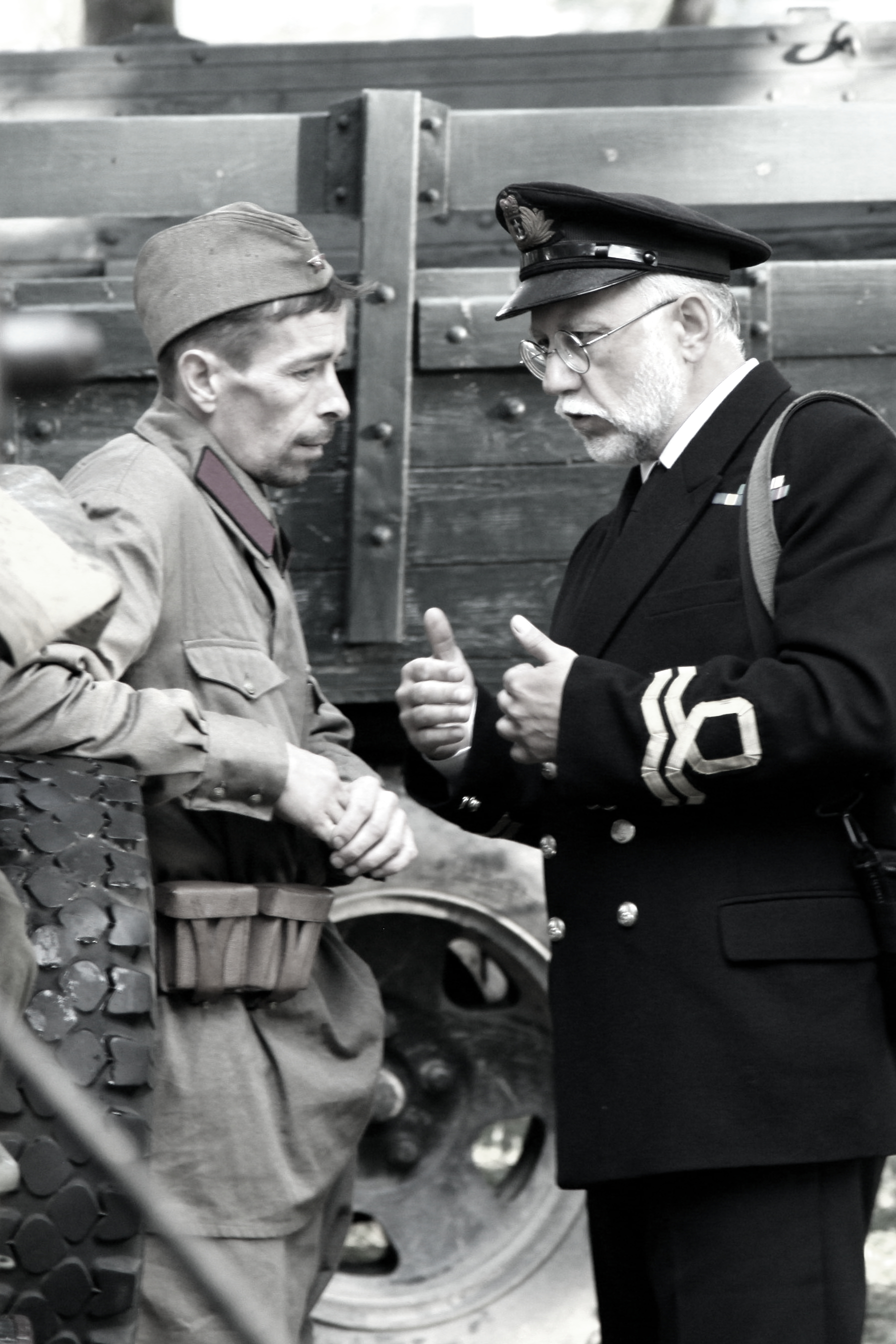
«Dervish-75»

Le convoi Dervish est le nom de code d'un convoi allié durant la Seconde Guerre mondiale. Les Alliés cherchaient à ravitailler l'URSS qui combattait leur ennemi commun, le Troisième Reich. Les convois de l'Arctique, organisés de 1941 à 1945, avaient pour destination le port d'Arkhangelsk, l'été, et Mourmansk, l'hiver, via l'Islande et l'océan Arctique, effectuant un voyage périlleux dans des eaux parmi les plus hostiles du monde.
Il est le premier d'une longue série de convois et part de Hvalfjörður en Islande le 21 août 1941 et arrive à Arkhangelsk en URSS le 31 août 1941.
Ce convoi fait partie de l'opération Dervish.

## Composition du convoi
Ce convoi est constitué de 6 cargos. Ces cargos transportent des matériaux bruts et 15 Hawker Hurricane originellement destinés au front africain.
| Nom                  | Nationalité           | Tonnage (Tonneaux) | Notes                  |
| -------------------- | --------------------- | ------------------ | ---------------------- |
| Aldersdale           | Royal Fleet Auxiliary | 8 402              | Pétrolier ravitailleur |
| Alchiba              | Pays-Bas              | 4 427              |                        |
| Esneh                | Royaume-Uni           | 1 931              |                        |
| Lancastrian Prince   | Royaume-Uni           | 1 914              |                        |
| Llanstephan Castle   | Royaume-Uni           | 11 348             | Commodore              |
| New Westminster City | Royaume-Uni           | 4 747              |                        |
| Trehata              | Royaume-Uni           | 4 817              |                        |

## L'escorte
L'escorte est composée de deux parties : une qui entoure directement les cargos et une autre plus distante.

### Escorte rapprochée
Ce convoi est escorté par :
- les destroyers : HMS Electra, HMS Active, HMS Impulsive
- les dragueurs de mines : HMS Harrier, HMS Salamander
- les chalutiers anti sous marins : HMT Hamlet, HMT Macbeth, HMT Ophelia

| Non                  | Drapeau    | Type                               | Notes                       |
| -------------------- | ---------- | ---------------------------------- | --------------------------- |
| HMS Active (H14)     | Royal Navy | Destroyer                          | 16–29 août                  |
| HMS Aurora (12)      | Royal Navy | Croiseur                           | 16–18 août                  |
| HMT Celia (T134)     | Royal Navy | Chalutier anti-sous-marins         | 1ère/2ème étape, 12–21 août |
| HMS Electra (H27)    | Royal Navy | Destroyer                          | 12–29 août                  |
| HMS Halcyon (J42)    | Royal Navy | Dragueur de mines                  | 3ème étape, 20–31 août      |
| HMT Hamlet (T167)    | Royal Navy | Chalutier anti-sous-marins         | 12–31 août                  |
| HMS Harrier (J71)    | Royal Navy | Dragueur de mines                  | 3ème étape, 20–31 août      |
| HMS Impulsive (D11)  | Royal Navy | Destroyer                          | 16–29 août                  |
| HMT Le Tiger         | Royal Navy | Chalutier anti-sous-marins         | 1ère/2ème étape, 12–21 août |
| HMT Macbeth (T138)   | Royal Navy | Chalutier anti-sous-marins         | 12–31 août                  |
| HMT Ophelia (T05)    | Royal Navy | Chalutier anti-sous-marins         | 19–31 août                  |
| HMS Pozarica (1938)  | Royal Navy | Croiseur auxiliaire - antiaérienne | 1ère/2ème étape, 12–21 août |
| HMT St. Cathan       | Royal Navy | Chalutier anti-sous-marins         | 1ère/2ème étape, 12–21 août |
| HMS Salamander (J86) | Royal Navy | Dragueur de mines                  | 3ème étape, 20–31 août      |

### Escorte éloignée
La Force d'escorte éloignée navigue à partir de Scapa Flow le 24 août et y retourne le 14 septembre.
| Non                  | Drapeau    | Type         | Notes                       |
| -------------------- | ---------- | ------------ | --------------------------- |
| HMS Devonshire (39)  | Royal Navy | Croiseur     |                             |
| Eclipse (H08)        | Royal Navy | Destroyer    |                             |
| HMS Escapade (H17)   | Royal Navy | Destroyer    |                             |
| HMS Inglefield (D02) | Royal Navy | Destroyer    |                             |
| HMS Suffolk (55)     | Royal Navy | Croiseur     |                             |
| HMS Victorious (R38) | Royal Navy | Porte-avions | R Adm. Frederic Wake-Walker |

En parallèle à ce convoi, il se mène l'Opération Strength qui parte de Scapa Flow le 30 août et y retourne le 14 septembre composée de :
- le croiseur HMS Shropshire
- les destroyers HMS Matabele, HMS Punjabi, HMS Somali
- Le porte-avions HMS Argus a convoyé 24 Hurricane à Mourmansk.

## Le voyage
Il s'est déroulé sans problème car les Allemands n'étaient pas au courant.